# Sophia Kangambega
 (décembre 2024).
Sophia Kangambega née en mai 1962 à Ouagadougou est une écrivaine burkinabè.

## Biographie

### Enfance et Etudes
Sophia Kangambega , naît à Ouagadougou en 1962. Elle fréquente l’école primaire Centre fille de Ouagadougou et l’école primaire de Toécé vers la ville de Manga. Après le cours normal des jeunes filles, elle fait l'Ecole Normale de Ouagadougou. A l’Université de Ouagadougou, elle opte pour les Lettres Moderne. Elle est la Fondatrice de l'Association Toond-mitibkièta pour le rapprochement générationnel.

## Œuvres littératures
2014: Une Affaire d’Ange
2024: Confidences des épouses de l’autre